# Стадион Мигел Грау (Пијура)
Стадион Мигел Грау (Пијура) (шп. Estadio Miguel Grau) је вишенаменски стадион у Пијури, Перу. Изграђен је 1958. године. Тренутно га користи фудбалски тим Атлетико Грау. Током година стадион је прошао кроз многа реновирања, последњи пут за Копа Америка 2004. За ово међународно такмичење, капацитет стадиона је повећан на 25.500. Такође је коришћен за домаћинство неколико утакмица на Светском првенству ФИФА У-17 2005. године, на којима је уграђена вештачка трава и нова електронска табла са резултатима.

## Интернационалне утакмице
Стадион Мигуел Грау је од 2004. био домаћин разних међународних утакмица, како за репрезентације, тако и за професионалне клубове.
| Датум      | Учесник                                  | Резултат | Коло                | Посета | Такмичење                             |
| ---------- | ---------------------------------------- | -------- | ------------------- | ------ | ------------------------------------- |
| 13-7-2004. | Мексико - Еквадор                        | 2:1      | Група Б             | 21.365 | Копа Америка 2004.                    |
| 13-7-2004. | Аргентина - Уругвај                      | 4:2      | Група Б             | 24.854 | Копа Америка 2004.                    |
| 18-7-2004. | Мексико - Бразил                         | 0:4      | Четвртфинале        | 22.958 | Копа Америка 2004.                    |
| 14-9-2004. | Алијанза Атлетико - Коронел Бологнеси    | 4:1      | Зона Колумбија/Перу | 7.984  | Јужноамерички куп 2004.               |
| 7-9-2004.  | Алијанза Атлетико - Атлетико Хуниор      | 0:2      | Зона Колумбија/Перу | 10.520 | Јужноамерички куп 2004.               |
| 17-9-2005  | Холандија - Катар                        | 5:3      | Група Д             | 20.800 | У17 Светско првенство у фудбалу 2005. |
| 17-9-2005  | Бразил - Гамбија                         | 1:3      | Група Д             | 22.300 | У17 Светско првенство у фудбалу 2005. |
| 20-9-2005  | Катар - Гамбија                          | 1:3      | Група Д             | 18.424 | У17 Светско првенство у фудбалу 2005. |
| 20-9-2005  | Холандија - Бразил                       | 1:2      | Група Д             | 24.895 | У17 Светско првенство у фудбалу 2005. |
| 22-9-2005  | Гана - Кина                              | 1:1      | Група А             | 15.320 | У17 Светско првенство у фудбалу 2005. |
| 22-9-2005  | Мексико - Турска                         | 1:2      | Група Б             | 14.560 | У17 Светско првенство у фудбалу 2005. |
| 25-9-2005  | Костарика - Мексико                      | 1:3      | Четвртфинале        | 14.724 | У17 Светско првенство у фудбалу 2005. |
| 30-9-2005  | Алијанза Атлетико - Универсидад Католика | 2:0      | Прва фаза           | 9.614  | Јужноамерички куп 2005.               |
| 23-9-2009  | Алијанза Атлетико - Флуминенсе           | 2:2      | Осмина финала       | 15.598 | Јужноамерички куп 2009.               |